# Gorenji Log, Tolmin
Gorenji Log je naselje v Občini Tolmin.